# Ocean (Eloy)
Ocean è un album discografico  del gruppo tedesco Eloy, pubblicato nel 1977 dall'etichetta discografica EMI Electrola

## Il Disco
Ocean è il sesto album pubblicato dal gruppo progressive/space rock Eloy. Considerato uno dei migliori lavori nella discografia del gruppo, è divenuto un classico del genere ed ha riscosso un notevole successo in Germania, patria della band.
Rispetto ai precedenti dischi, qui gli Eloy infittiscono l'uso di sintetizzatori e di strumentazioni elettroniche e basano il lavoro di composizione su brani decisamente più lunghi del solito, dilatati e psichedelici. I testi narrano della storia e della distruzione della leggendaria Atlantide.

## Tracce
Testi di Jürgen Rosenthal, musiche degli Eloy.
LATO A
1. Poseidon's Creation – 11:42
2. Incarnation of the Logos – 8:26

LATO B
1. Decay of the Logos – 8:18
2. Atlantis Agony at June 5th - 8498, 13 P.M. Gregorian Earthtime – 15:35

## Formazione
- Frank Bornemann - voce, chitarra elettrica e acustica
- Klaus-Peter Matziol - basso, seconda voce
- Detlev Schmidtchen - organo, tastiere, sintetizzatori
- Jürgen Rosenthal - batteria, percussioni, flauto